# Joachim Kuno von Owstin
Joachim Kuno von Owstin, auch Jochen Cuno, Jochen Kühne oder Jochen Köhne, (* 19. März 1608 in Quilow; † 29. April 1668 in Jamitzow) war ein deutscher Jurist, mecklenburgischer Hofrat und schwedisch-pommerscher Regierungsrat.

## Leben
Joachim Kuno war der Sohn des Joachim von Owstin († 1627) und der Barbara von Neuenkirchen. Mit 15 Jahren begann er an der Universität Greifswald Rechtswissenschaften zu studieren. Bereits zwei Jahre später gab er eine Abhandlung über L. 31. D. de legibus heraus, die mit Beifall aufgenommen wurde. Anschließend ging er unter der Führung von Arnold Völschow auf eine Bildungsreise die ihn über Leipzig, Nürnberg und Augsburg an die Universität Ulm führte, wo er seine Studien ein Jahr fortsetzte. Von dort ging er im Sommer 1627 über Lothringen nach Frankreich, wo er mehrere Städte besuchte und sich längere Zeit in Paris aufhielt, wo er seine Sprachkenntnisse erweiterte und das französische Staatssystem kennenlernte. Dazwischen bereiste er die Niederlande.
Er kehrte 1630 nach Pommern zurück, um sein Erbe anzutreten, das aus den Gütern Ziethen, Klein Bünzow, Jamitzow und Anteilen in Quilow bestand. Er setzte Verwalter ein und ging für einige Jahre als Kornett unter Georg Ernst von Wedel zum Militär. 1632 kehrte er wieder auf seine Besitzungen zurück, wo er am 18. November Dorothea von Carnitz heiratete. Die unsichere Lage auf dem Land während des Dreißigjährigen Krieges bewog ihn, mit seiner Familie zunächst nach Stralsund und von dort weiter nach Lübeck zu gehen. In Lübeck verrichtete er Aufträge für seinen Onkel Christoph von Neuenkirchen, den Bruder seiner Mutter, die ihn unter anderem an den mecklenburgischen Hof in Schwerin führten. Herzog Adolf Friedrich I. ernannte ihn zum Hofrat und übertrug ihm die Leitung der Erziehung seiner Söhne Christian Ludwig und Karl.
1642 ging er wieder nach Pommern, wo er sich für die pommerschen Landstände engagierte, die ihn 1646 zusammen mit Berendt von Tessin, dem Direktor des Pommerschen Hofgerichts und Henning Gerdes, dem Bürgermeister von Greifswald an den schwedischen Hof nach Stockholm entsandten. Nach seiner Rückkehr wurde er zum Landrat des damaligen Wolgaster Kreises gewählt und nach Kriegsende durch die schwedische Regierung bestätigt. 1662 ernannt ihn die schwedische Regierung zum Prälaten des Stiftes Cammin. Außerdem übernahm er die Kuratel der Universität Greifswald. 1664 wurde er in die Regierung Schwedisch-Pommerns berufen. Er war an verschiedenen Kommissionen und Visitationen beteiligt und nahm 1665 zusammen mit dem Landrat Felix von Podewils und dem Hofrat Jacob Stypmann stellvertretend für den schwedischen König die Huldigung der hinterpommerschen Landstände entgegen.
Aus seiner Ehe mit Dorothea von Carnitz entstammten vier Töchter und drei Söhne. Darunter war Joachim Rüdiger von Owstin, späterer Vizepräsident des Obertribunals Wismar.